# Базбал, Христиан Михайлович
Христиан Михайлович Базбал — контр-адмирал балтийского флота.

## Биография
Принят из капитанов датской службы в 1770 году капитаном бригадирского ранга и в том же году, командуя кораблём «Всеволод», вышел из Кронштадта, в эскадре контр-адмирала Арфа, в Архипелаг на соединение с эскадрою адмирала Спиридова. Но ввиду возникшего несогласия между начальниками эскадр, датчанин Арф, по сдаче эскадры, отпущен был в Санкт-Петербург, а с ним вместе возвратились и принятые из датской службы офицеры, в числе которых был и Базбал. Оставленный в русской службе, он в 1772 году, после командования практическою эскадрою в Балтике, был назначен главным командиром Ревельского порта и произведён в контр-адмиралы. В этом чине Базбал послан с эскадрою в Архипелаг для усиления находившихся там наших морских сил, и пробыл в плавании до 1775 года, после чего возвратился с порученною ему эскадрою в Кронштадт, и был награждён орденом Святой Анны 1-й степени. Но в следующем, 1776 году, Базбал оставил русскую службу, получив при увольнении награду в 4000 рублей. Такая кратковременная его служба объясняется потребностью того времени, когда правительство Екатерины II, снаряжая суда балтийского флота в первое ещё заграничное плавание, весьма нуждалось в опытных иностранных моряках, которых потом и не удерживало, если они изъявляли желание оставить русскую службу.